# PlusLiga Kobiet (2010/2011)
PlusLiga Kobiet 2010/2011 – organizowane przez Profesjonalną Ligę Piłki Siatkowej SA (PLPS SA) zmagania najwyższej w hierarchii klasy żeńskich ligowych rozgrywek siatkarskich w Polsce, będących jednocześnie najwyższym szczeblem centralnym (I poziom ligowy). Toczone systemem kołowym z fazą play-off i play-out na zakończenie sezonu i przeznaczone dla 10 najlepszych polskich klubów piłki siatkowej. 75. edycja rozgrywek o tytuł Mistrzyń Polski, po raz 6. prowadzona w formie ligi zawodowej.

## System rozgrywek
- Etap I – dwurundowa faza zasadnicza, przeprowadzona w formule ligowej, systemem kołowym (tj. „każdy z każdym – mecz i rewanż”);
- Etap II – faza play-off (3 rundy).

## Drużyny uczestniczące
| \| \| Uczestnicy poprzedniej edycji \| \| \| \| --------------------------------------------------------------------------------------------------------------------------------------------------------------------------------- \| ---------------------------------- \| ---- \| --- \| \| BIE \| BKS Aluprof Bielsko-Biała \| 1 \| LM \| \| MUS \| Bank BPS Muszynianka Fakro Muszyna \| 2 \| LM \| \| DĄB \| Tauron MKS Dąbrowa Górnicza \| 3 \| CEV \| \| ŁÓD \| Organika Budowlani Łódź \| 4 \| LM \| \| BYD \| Centrostal Bydgoszcz \| 5 \| CEV \| \| BIA \| Pronar AZS Białystok \| 7 \| \| \| WRO \| Impel Gwardia Wrocław \| 8 \| \| \| MIE \| Stal Mielec \| 9 \| \| \| \| Awans z I ligi \| \| \| \| LEG \| Sandeco EC Wybrzeże TPS Rumia \| 1 \| \| \| SOP \| Atom Trefl Sopot \| 2[1] \| \| \| Oznaczenia: - kolumna pierwsza – skróty nazw drużyn wpisane na mapie (jeśli ta została zamieszczona), - kolumna trzecia – miejsce zajęte przez daną drużynę w poprzednim sezonie. \| \| \| \| | BIEWROŁÓDMIEBYDSOPDĄBBIAMUSRUM Lokalizacja klubów |   |     |
| | Uczestnicy poprzedniej edycji                     |   |     |
| BIE | BKS Aluprof Bielsko-Biała                         | 1 | LM  |
| MUS | Bank BPS Muszynianka Fakro Muszyna                | 2 | LM  |
| DĄB | Tauron MKS Dąbrowa Górnicza                       | 3 | CEV |
| ŁÓD | Organika Budowlani Łódź                           | 4 | LM  |
| BYD | Centrostal Bydgoszcz                              | 5 | CEV |
| BIA | Pronar AZS Białystok                              | 7 |     |
| WRO | Impel Gwardia Wrocław                             | 8 |     |
| MIE | Stal Mielec                                       | 9 |     |
| | Awans z I ligi                                    |   |     |
| LEG | Sandeco EC Wybrzeże TPS Rumia                     | 1 |     |
| SOP | Atom Trefl Sopot                                  | 2 |     |
| Oznaczenia: - kolumna pierwsza – skróty nazw drużyn wpisane na mapie (jeśli ta została zamieszczona), - kolumna trzecia – miejsce zajęte przez daną drużynę w poprzednim sezonie. |                                                   |   |     |

## Rozgrywki

### Faza zasadnicza

#### Tabela wyników
| Gospodarz \ Gość1         | MUS | SOP | DĄB | BIE | BYD | WRO | MIE | ŁÓD | BIA | RUM |
| ------------------------- | --- | --- | --- | --- | --- | --- | --- | --- | --- | --- |
| Muszynianka Fakro Muszyna | -   | 3:2 | 3:1 | 3:1 | 3:0 | 3:1 | 3:0 | 3:1 | 2:3 | 3:0 |
| Atom Trefl Sopot          | 3:1 | -   | 3:1 | 3:1 | 3:0 | 3:0 | 3:0 | 2:3 | 3:0 | 3:0 |
| MKS Dąbrowa Górnicza      | 2:3 | 1:3 | -   | 1:3 | 3:0 | 3:1 | 3:0 | 3:0 | 3:1 | 3:0 |
| BKS Aluprof Bielsko-Biała | 0:3 | 3:0 | 0:3 | -   | 0:3 | 0:3 | 2:3 | 3:0 | 3:0 | 3:0 |
| Centrostal Bydgoszcz      | 1:3 | 0:3 | 3:2 | 1:3 | -   | 3:1 | 3:2 | 3:1 | 3:1 | 3:2 |
| Impel Gwardia Wrocław     | 1:3 | 2:3 | 3:2 | 0:3 | 3:2 | -   | 3:0 | 1:3 | 3:0 | 3:0 |
| Stal Mielec               | 1:3 | 3:2 | 3:0 | 0:3 | 1:3 | 1:3 | -   | 3:1 | 2:3 | 3:0 |
| Organika Budowlani Łódź   | 2:3 | 2:3 | 0:3 | 3:2 | 3:1 | 3:2 | 1:3 | -   | 3:0 | 3:0 |
| Pronar AZS Białystok      | 0:3 | 1:3 | 1:3 | 3:1 | 1:3 | 3:2 | 2:3 | 3:0 | -   | 3:0 |
| TPS Rumia                 | 0:3 | 0:3 | 1:3 | 1:3 | 0:3 | 0:3 | 1:3 | 2:3 | 0:3 | -   |

Źródło: http://wyniki.siatka.org/ligi-polskie/2010-2011/liga-siatkowki-kobiet/runda-zasadnicza/all
1 Drużyna gospodarzy jest wymieniona po lewej stronie tabeli.
Kolory:
  zwycięstwo gospodarzy 3:0 lub 3:1
  zwycięstwo gospodarzy 3:2
  zwycięstwo gości 3:0 lub 3:1
  zwycięstwo gości 3:2

#### Terminarz i wyniki
|  |  | 1. kolejka |  |
|  |  | ---------- |  |

| 3.12.2010 | Sandeco EC Wybrzeże TPS Rumia | 1:3 (17:25, 25:21, 11:25, 19:25) | BKS Aluprof Bielsko-Biała |

| 4.12.2010 | Bank BPS Muszynianka Fakro Muszyna | 3:0 (25:15, 25:20, 25:21) | KPSK Stal Mielec |

| 4.12.2010 | Tauron MKS Dąbrowa Górnicza | 3:1 (25:17, 25:27, 25:23, 25:20) | Impel Gwardia Wrocław |

| 5.12.2010 | Atom Trefl Sopot | 3:0 (25:19, 25:23, 25:19) | Centrostal Bydgoszcz |

| 6.12.2010 | Organika Budowlani Łódź | 3:0 (25:17, 25:14, 25:18) | Pronar AZS Białystok |

|  |  | 2. kolejka |  |
|  |  | ---------- |  |

| 11.12.2010 | KPSK Stal Mielec | 3:0 (25:21, 25:22, 25:15) | Tauron MKS Dąbrowa Górnicza |

| 11.12.2010 | Pronar AZS Białystok | 1:3 (25:16, 12:25, 18:25, 14:25) | Centrostal Bydgoszcz |

| 11.12.2010 | Impel Gwardia Wrocław | 1:3 (31:33, 25:10, 23:25, 23:25) | Organika Budowlani Łódź |

| 12.12.2010 | BKS Aluprof Bielsko-Biała | 0:3 (14:25, 16:25, 20:25) | Bank BPS Muszynianka Fakro Muszyna |

| 13.12.2010 | Sandeco EC Wybrzeże TPS Rumia | 0:3 (17:25, 23:25, 13:25) | Atom Trefl Sopot |

|  |  | 3. kolejka |  |
|  |  | ---------- |  |

| 18.12.2010 | Bank BPS Muszynianka Fakro Muszyna | 3:0 (25:18, 25:22, 25:13) | Sandeco EC Wybrzeże TPS Rumia |

| 18.12.2010 | Organika Budowlani Łódź | 1:3 (22:25, 19:25, 25:22, 23:25) | KPSK Stal Mielec |

| 19.12.2010 | Tauron MKS Dąbrowa Górnicza | 1:3 (23:25, 25:18, 20:25, 21:25) | BKS Aluprof Bielsko-Biała |

| 19.12.2010 | Centrostal Bydgoszcz | 3:1 (25:20, 19:25, 25:17, 25:21) | Impel Gwardia Wrocław |

| 20.12.2010 | Atom Trefl Sopot | 3:0 (25:20, 25:22, 27:25) | Pronar AZS Białystok |

|  |  | 4. kolejka |  |
|  |  | ---------- |  |

| 22.12.2010 | Sandeco EC Wybrzeże TPS Rumia | 0:3 (20:25, 23:25, 22:25) | Pronar AZS Białystok |

| 22.12.2010 | Impel Gwardia Wrocław | 2:3 (16:25, 25:23, 26:24, 20:25, 12:15) | Atom Trefl Sopot |

| 22.12.2010 | BKS Aluprof Bielsko-Biała | 3:0 (25:20, 25:22, 25:19) | Organika Budowlani Łódź |

| 22.12.2010 | Bank BPS Muszynianka Fakro Muszyna | 3:1 (25:18, 25:20, 18:25, 25:18) | Tauron MKS Dąbrowa Górnicza |

| 22.12.2010 | KPSK Stal Mielec | 1:3 (23:25, 25:16, 17:25, 23:25) | Centrostal Bydgoszcz |

|  |  | 5. kolejka |  |
|  |  | ---------- |  |

| 29.12.2010 | Tauron MKS Dąbrowa Górnicza | 3:0 (25:21, 25:18, 25:12) | Sandeco EC Wybrzeże TPS Rumia |

| 29.12.2010 | Centrostal Bydgoszcz | 1:3 (23:25, 19:25, 25:17, 22:25) | BKS Aluprof Bielsko-Biała |

| 29.12.2010 | Organika Budowlani Łódź | 2:3 (25:22, 23:25, 17:25, 25:20, 6:15) | Bank BPS Muszynianka Fakro Muszyna |

| 19.01.2011 | Atom Trefl Sopot | 3:0 (25:16, 25:17, 25:11) | KPSK Stal Mielec |

| 19.01.2011 | Pronar AZS Białystok | 3:2 (25:23, 8:25, 22:25, 25:17, 15:8) | Impel Gwardia Wrocław |

|  |  | 6. kolejka |  |
|  |  | ---------- |  |

| 7.01.2011 | Sandeco EC Wybrzeże TPS Rumia | 0:3 (21:25, 21:25, 22:25) | Impel Gwardia Wrocław |

| 8.01.2011 | BKS Aluprof Bielsko-Biała | 3:0 (25:19, 25:12, 25:21) | Atom Trefl Sopot |

| 8.01.2011 | KPSK Stal Mielec | 2:3 (33:35, 25:13, 25:13, 21:25, 9:15) | Pronar AZS Białystok |

| 8.01.2011 | Tauron MKS Dąbrowa Górnicza | 3:0 (25:22, 25:21, 25:21) | Organika Budowlani Łódź |

| 19.01.2011 | Bank BPS Muszynianka Fakro Muszyna | 3:0 (25:16, 25:22, 25:19) | Centrostal Bydgoszcz |

|  |  | 7. kolejka |  |
|  |  | ---------- |  |

| 15.01.2011 | Centrostal Bydgoszcz | 3:2 (17:25, 25:21, 25:17, 15:25, 19:17) | Tauron MKS Dąbrowa Górnicza |

| 15.01.2011 | Pronar AZS Białystok | 3:1 (22:25, 25:19, 25:23, 25:17) | BKS Aluprof Bielsko-Biała |

| 15.01.2011 | Impel Gwardia Wrocław | 3:0 (25:17, 25:22, 25:23) | KPSK Stal Mielec |

| 16.01.2011 | Atom Trefl Sopot | 3:1 (23:25, 25:13, 25:22, 25:16) | Bank BPS Muszynianka Fakro Muszyna |

| 17.01.2011 | Organika Budowlani Łódź | 3:0 (25:19, 25:16, 25:13) | Sandeco EC Wybrzeże TPS Rumia |

|  |  | 8. kolejka |  |
|  |  | ---------- |  |

| 22.01.2011 | Sandeco EC Wybrzeże TPS Rumia | 1:3 (19:25, 25:23, 20:25, 21:25) | KPSK Stal Mielec |

| 22.01.2011 | BKS Aluprof Bielsko-Biała | 0:3 (19:25, 12:25, 17:25) | Impel Gwardia Wrocław |

| 22.01.2011 | Bank BPS Muszynianka Fakro Muszyna | 2:3 (25:16, 15:25, 21:25, 25:16, 13:15) | Pronar AZS Białystok |

| 22.01.2011 | Centrostal Bydgoszcz | 3:1 (25:22, 20:25, 25:18, 25:20) | Organika Budowlani Łódź |

| 24.01.2011 | Tauron MKS Dąbrowa Górnicza | 1:3 (25:21, 20:25, 13:25, 10:25) | Atom Trefl Sopot |

|  |  | 9. kolejka |  |
|  |  | ---------- |  |

| 26.01.2011 | Centrostal Bydgoszcz | 3:2 (25:17, 20:25, 25:10, 20:25, 15:12) | Sandeco EC Wybrzeże TPS Rumia |

| 26.01.2011 | Impel Gwardia Wrocław | 1:3 (26:24, 21:25, 20:25, 10:25) | Bank BPS Muszynianka Fakro Muszyna |

| 26.01.2011 | KPSK Stal Mielec | 0:3 (18:25, 14:25, 19:25) | BKS Aluprof Bielsko-Biała |

| 28.01.2011 | Pronar AZS Białystok | 1:3 (25:17, 16:25, 21:25, 10:25) | Tauron MKS Dąbrowa Górnicza |

| 31.01.2011 | Atom Trefl Sopot | 2:3 (18:25, 25:15, 29:27, 19:25, 14:16) | Organika Budowlani Łódź |

|  |  | 10. kolejka |  |
|  |  | ----------- |  |

| 5.02.2011 | BKS Aluprof Bielsko-Biała | 3:0 (25:16, 25:16, 25:18) | Sandeco EC Wybrzeże TPS Rumia |

| 5.02.2011 | Impel Gwardia Wrocław | 3:2 (18:25, 25:22, 25:15, 17:25, 15:11) | Tauron MKS Dąbrowa Górnicza |

| 5.02.2011 | Centrostal Bydgoszcz | 0:3 (22:25, 21:25, 22:25) | Atom Trefl Sopot |

| 6.02.2011 | Pronar AZS Białystok | 3:0 (25:16, 25:20, 25:17) | Organika Budowlani Łódź |

| 16.03.2011 | KPSK Stal Mielec | 1:3 (25:21, 13:25, 15:25, 21:25) | Bank BPS Muszynianka Fakro Muszyna |

|  |  | 11. kolejka |  |
|  |  | ----------- |  |

| 12.02.2011 | Atom Trefl Sopot | 3:0 (25:15, 25:17, 25:14) | Sandeco EC Wybrzeże TPS Rumia |

| 12.02.2011 | Centrostal Bydgoszcz | 3:1 (25:16, 21:25, 25:18, 25:22) | Pronar AZS Białystok |

| 12.02.2011 | Organika Budowlani Łódź | 3:2 (19:25, 25:23, 25:20, 21:25, 15:9) | Impel Gwardia Wrocław |

| 13.02.2011 | Bank BPS Muszynianka Fakro Muszyna | 3:1 (25:23, 25:17, 12:25, 25:10) | BKS Aluprof Bielsko-Biała |

| 14.02.2011 | Tauron MKS Dąbrowa Górnicza | 3:0 (25:16, 25:21, 25:9) | KPSK Stal Mielec |

|  |  | 12. kolejka |  |
|  |  | ----------- |  |

| 18.02.2011 | Impel Gwardia Wrocław | 3:2 (23:25, 24:26, 25:21, 25:19, 15:10) | Centrostal Bydgoszcz |

| 19.02.2011 | Sandeco EC Wybrzeże TPS Rumia | 0:3 (15:25, 23:25, 16:25) | Bank BPS Muszynianka Fakro Muszyna |

| 20.02.2011 | BKS Aluprof Bielsko-Biała | 0:3 (18:25, 21:25, 18:25) | Tauron MKS Dąbrowa Górnicza |

| 21.02.2011 | KPSK Stal Mielec | 3:1 (22:25, 25:23, 25:12, 25:19) | Organika Budowlani Łódź |

| 2.03.2011 | Pronar AZS Białystok | 1:3 (25:23, 16:25, 16:25, 17:25) | Atom Trefl Sopot |

|  |  | 13. kolejka |  |
|  |  | ----------- |  |

| 26.02.2011 | Pronar AZS Białystok | 3:0 (25:14, 25:17, 25:19) | Sandeco EC Wybrzeże TPS Rumia |

| 26.02.2011 | Atom Trefl Sopot | 3:0 (25:19, 25:6, 25:13) | Impel Gwardia Wrocław |

| 27.02.2011 | Tauron MKS Dąbrowa Górnicza | 2:3 (25:20, 12:25, 17:25, 29:27, 13:15) | Bank BPS Muszynianka Fakro Muszyna |

| 27.02.2011 | Centrostal Bydgoszcz | 3:2 (25:20, 14:25, 25:23, 13:25, 16:14) | KPSK Stal Mielec |

| 28.02.2011 | Organika Budowlani Łódź | 3:2 (19:25, 23:25, 25:23, 25:21, 15:12) | BKS Aluprof Bielsko-Biała |

|  |  | 14. kolejka |  |
|  |  | ----------- |  |

| 4.03.2011 | BKS Aluprof Bielsko-Biała | 0:3 (18:25, 24:26, 23:25) | Centrostal Bydgoszcz |

| 5.03.2011 | Sandeco EC Wybrzeże TPS Rumia | 1:3 (15:25, 18:25, 25:21, 13:25) | Tauron MKS Dąbrowa Górnicza |

| 6.03.2011 | KPSK Stal Mielec | 3:2 (19:25, 25:22, 25:18, 13:25, 15:7) | Atom Trefl Sopot |

| 6.03.2011 | Impel Gwardia Wrocław | 3:0 (25:17, 28:26, 25:18) | Pronar AZS Białystok |

| 7.03.2011 | Bank BPS Muszynianka Fakro Muszyna | 3:1 (25:27, 25:14, 25:19, 25:23) | Organika Budowlani Łódź |

|  |  | 15. kolejka |  |
|  |  | ----------- |  |

| 11.03.2011 | Organika Budowlani Łódź | 0:3 (17:25, 23:25, 19:25) | Tauron MKS Dąbrowa Górnicza |

| 12.03.2011 | Pronar AZS Białystok | 2:3 (25:16, 14:25, 25:18, 18:25, 8:15) | KPSK Stal Mielec |

| 13.03.2011 | Centrostal Bydgoszcz | 1:3 (23:25, 16:25, 25:21, 17:25) | Bank BPS Muszynianka Fakro Muszyna |

| 14.03.2011 | Atom Trefl Sopot | 3:1 (25:23, 25:17, 20:25, 25:20) | BKS Aluprof Bielsko-Biała |

| 15.03.2011 | Impel Gwardia Wrocław | 3:0 (25:11, 25:19, 26:24) | Sandeco EC Wybrzeże TPS Rumia |

|  |  | 16. kolejka |  |
|  |  | ----------- |  |

| 18.03.2011 | Tauron MKS Dąbrowa Górnicza | 3:0 (25:22, 25:20, 25:22) | Centrostal Bydgoszcz |

| 19.03.2011 | Sandeco EC Wybrzeże TPS Rumia | 2:3 (25:23, 14:25, 25:23, 22:25, 11:15) | Organika Budowlani Łódź |

| 19.03.2011 | KPSK Stal Mielec | 1:3 (25:11, 19:25, 15:25, 23:25) | Impel Gwardia Wrocław |

| 20.03.2011 | Bank BPS Muszynianka Fakro Muszyna | 3:2 (27:25, 25:19, 22:25, 23:25, 21:19) | Atom Trefl Sopot |

| 21.03.2011 | BKS Aluprof Bielsko-Biała | 3:0 (25:22, 25:21, 25:17) | Pronar AZS Białystok |

|  |  | 17. kolejka |  |
|  |  | ----------- |  |

| 26.03.2011 | Atom Trefl Sopot | 3:1 (25:23, 23:25, 25:13, 27:25) | Tauron MKS Dąbrowa Górnicza |

| 26.03.2011 | Organika Budowlani Łódź | 3:1 (25:17, 25:27, 25:20, 25:16) | Centrostal Bydgoszcz |

| 27.03.2011 | KPSK Stal Mielec | 3:0 (25:14, 25:21, 25:22) | Sandeco EC Wybrzeże TPS Rumia |

| 28.03.2011 | Pronar AZS Białystok | 0:3 (12:25, 22:25, 22:25) | Bank BPS Muszynianka Fakro Muszyna |

| 29.03.2011 | Impel Gwardia Wrocław | 0:3 (23:25, 18:25, 23:25) | BKS Aluprof Bielsko-Biała |

|  |  | 18. kolejka |  |
|  |  | ----------- |  |

| 31.03.2011 | Organika Budowlani Łódź | 2:3 (25:20, 25:18, 19:25, 20:25, 11:15) | Atom Trefl Sopot |

| 1.04.2011 | Bank BPS Muszynianka Fakro Muszyna | 3:1 (25:18, 21:25, 25:13, 25:14) | Impel Gwardia Wrocław |

| 2.04.2011 | Tauron MKS Dąbrowa Górnicza | 3:1 (25:11, 25:18, 20:25, 25:21) | Pronar AZS Białystok |

| 2.04.2011 | BKS Aluprof Bielsko-Biała | 2:3 (25:17, 20:25, 20:25, 25:18, 15:17) | KPSK Stal Mielec |

| 2.04.2011 | Sandeco EC Wybrzeże TPS Rumia | 0:3 (21:25, 23:25, 19:25) | Centrostal Bydgoszcz |

#### Tabela
| Lp. | Drużyna                            | Pkt | Mecze | Mecze | Mecze | Rodzaj wyniku | Rodzaj wyniku | Rodzaj wyniku | Rodzaj wyniku | Rodzaj wyniku | Rodzaj wyniku | Sety | Sety | Sety  | Małe punkty | Małe punkty | Małe punkty |
| Lp. | Drużyna                            | Pkt | M     | W     | P     | 3:0           | 3:1           | 3:2           | 2:3           | 1:3           | 0:3           | wyg. | prz. | stos. | zdob.       | str.        | stos.       |
| --- | ---------------------------------- | --- | ----- | ----- | ----- | ------------- | ------------- | ------------- | ------------- | ------------- | ------------- | ---- | ---- | ----- | ----------- | ----------- | ----------- |
| 1   | Bank BPS Muszynianka Fakro Muszyna | 46  | 18    | 16    | 2     | 6             | 7             | 3             | 1             | 1             | 0             | 51   | 19   | 2.68  | 1629        | 1367        | 1.19        |
| 2   | Atom Trefl Sopot                   | 43  | 18    | 14    | 4     | 7             | 5             | 2             | 3             | 0             | 1             | 48   | 21   | 2.29  | 1599        | 1359        | 1.18        |
| 3   | Tauron MKS Dąbrowa Górnicza        | 33  | 18    | 10    | 8     | 6             | 4             | 0             | 3             | 4             | 1             | 40   | 28   | 1.43  | 1514        | 1416        | 1.07        |
| 4   | BKS Aluprof Bielsko-Biała          | 29  | 18    | 9     | 9     | 6             | 3             | 0             | 2             | 3             | 4             | 34   | 30   | 1.13  | 1406        | 1377        | 1.02        |
| 5   | Centrostal Bydgoszcz               | 28  | 18    | 10    | 8     | 2             | 5             | 3             | 1             | 3             | 4             | 35   | 35   | 1     | 1514        | 1535        | 0.99        |
| 6   | Impel Gwardia Wrocław              | 25  | 18    | 8     | 10    | 5             | 1             | 2             | 3             | 5             | 2             | 35   | 35   | 1     | 1497        | 1514        | 0.99        |
| 7   | Stal Mielec                        | 23  | 18    | 8     | 10    | 2             | 3             | 3             | 2             | 3             | 5             | 31   | 39   | 0.79  | 1463        | 1502        | 0.97        |
| 8   | Organika Budowlani Łódź            | 22  | 18    | 8     | 10    | 2             | 2             | 4             | 2             | 4             | 4             | 32   | 40   | 0.8   | 1543        | 1588        | 0.97        |
| 9   | AZS Białystok                      | 19  | 18    | 7     | 11    | 3             | 1             | 3             | 1             | 5             | 5             | 28   | 40   | 0.7   | 1369        | 1513        | 0.9         |
| 10  | Sandeco EC Wybrzeże TPS Rumia      | 2   | 18    | 0     | 18    | 0             | 0             | 0             | 2             | 3             | 13            | 7    | 54   | 0.13  | 1122        | 1485        | 0.76        |

Źródło: http://wyniki.siatka.org/ligi-polskie/2010-2011/liga-siatkowki-kobiet/runda-zasadnicza/all
Punktacja: 3:0 i 3:1 – 3 pkt; 3:2 – 2 pkt; 2:3 – 1 pkt; 1:3 i 0:3 – 0 pkt
Zasady ustalania kolejności: 1. liczba punktów; 2. stosunek setów; 3. stosunek małych punktów; 4. bilans w bezpośrednich meczach
     play-off
     play-out

### Play-off

#### I runda
(do 3 zwycięstw)
| Data       | Drużyna 1             | Wynik | Drużyna 2             | Sety                              |
| ---------- | --------------------- | ----- | --------------------- | --------------------------------- |
| 2011-04-16 | Muszynianka Muszyna   | 3:0   | Budowlani Łódź        | 25:18, 25:16, 25:14               |
| 2011-04-17 | Muszynianka Muszyna   | 3:0   | Budowlani Łódź        | 25:15, 25:15, 28:26               |
| 2011-04-29 | Budowlani Łódź        | 0:3   | Muszynianka Muszyna   | 18:25, 23:25, 17:25               |
|            |                       |       |                       |                                   |
| 2011-04-17 | Trefl Sopot           | 3:1   | Stal Mielec           | 25:19, 25:13, 24:26, 25:17        |
| 2011-04-18 | Trefl Sopot           | 3:2   | Stal Mielec           | 18:25, 25:27, 25:22, 25:23, 18:16 |
| 2011-04-29 | Stal Mielec           | 1:3   | Trefl Sopot           | 18:25, 25:18, 20:25, 18:25        |
|            |                       |       |                       |                                   |
| 2011-04-21 | MKS Dąbrowa Górnicza  | 3:1   | Gwardia Wrocław       | 25:23, 25:18, 19:25, 25:22        |
| 2011-04-22 | MKS Dąbrowa Górnicza  | 2:3   | Gwardia Wrocław       | 25:16, 25:22, 26:28, 18:25, 11:15 |
| 2011-04-27 | Gwardia Wrocław       | 0:3   | MKS Dąbrowa Górnicza  | 15:25, 25:27, 14:25               |
| 2011-04-28 | Gwardia Wrocław       | 0:3   | MKS Dąbrowa Górnicza  | 26:28, 21:25, 28:30               |
|            |                       |       |                       |                                   |
| 2011-04-16 | Aluprof Bielsko-Biała | 3:0   | Centrostal Bydgoszcz  | 25:14, 25:18, 25:18               |
| 2011-04-17 | Aluprof Bielsko-Biała | 1:3   | Centrostal Bydgoszcz  | 22:25, 22:25, 25:23, 20:25        |
| 2011-04-30 | Centrostal Bydgoszcz  | 2:3   | Aluprof Bielsko-Biała | 23:25, 25:14, 18:25, 25:19, 12:15 |
| 2011-05-01 | Centrostal Bydgoszcz  | 0:3   | Aluprof Bielsko-Biała | 12:25, 20:25, 21:25               |

#### II runda
Mecze o miejsca 1-4

(do 3 zwycięstw)
| Data       | Drużyna 1             | Wynik | Drużyna 2             | Sety                              |
| ---------- | --------------------- | ----- | --------------------- | --------------------------------- |
| 2011-05-06 | Muszynianka Muszyna   | 3:1   | Aluprof Bielsko-Biała | 25:16, 25:18, 16:25, 25:17        |
| 2011-05-07 | Muszynianka Muszyna   | 1:3   | Aluprof Bielsko-Biała | 25:15, 23:25, 21:25, 19:25        |
| 2011-05-13 | Aluprof Bielsko-Biała | 3:2   | Muszynianka Muszyna   | 26:24, 25:22, 18:25, 22:25, 15:8  |
| 2011-05-14 | Aluprof Bielsko-Biała | 2:3   | Muszynianka Muszyna   | 25:17, 23:25, 25:20, 13:25, 10:15 |
| 2011-05-17 | Muszynianka Muszyna   | 3:0   | Aluprof Bielsko-Biała | 26:24, 25:23, 25:21               |
|            |                       |       |                       |                                   |
| 2011-05-08 | Trefl Sopot           | 1:3   | MKS Dąbrowa Górnicza  | 25:17, 19:25, 23:25, 20:25        |
| 2011-05-09 | Trefl Sopot           | 3:1   | MKS Dąbrowa Górnicza  | 21:25, 25:23, 25:21, 25:23        |
| 2011-05-14 | MKS Dąbrowa Górnicza  | 1:3   | Trefl Sopot           | 20:25, 25:18, 15:25, 22:25        |
| 2011-05-15 | MKS Dąbrowa Górnicza  | 0:3   | Trefl Sopot           | 21:25, 11:25, 23:25               |

Mecze o miejsca 5-8

(do 2 zwycięstw)
| Data       | Drużyna 1            | Wynik | Drużyna 2            | Sety                              |
| ---------- | -------------------- | ----- | -------------------- | --------------------------------- |
| 2011-05-07 | Budowlani Łódź       | 3:2   | Centrostal Bydgoszcz | 24:26, 27:25, 25:10, 10:25, 15:10 |
| 2011-05-14 | Centrostal Bydgoszcz | 2:3   | Budowlani Łódź       | 25:19, 23:25, 22:25, 25:23, 9:15  |
|            |                      |       |                      |                                   |
| 2011-05-06 | Stal Mielec          | 1:3   | Gwardia Wrocław      | 20:25, 25:22, 22:25, 20:25        |
| 2011-05-13 | Gwardia Wrocław      | 3:0   | Stal Mielec          | 25:18, 27:25, 27:25               |

#### III runda
Mecze o 5. miejsce 

(do 2 zwycięstw)
| Data       | Drużyna 1       | Wynik | Drużyna 2       | Sety                              |
| ---------- | --------------- | ----- | --------------- | --------------------------------- |
| 2011-05-21 | Budowlani Łódź  | 2:3   | Gwardia Wrocław | 24:26, 25:21, 21:25, 25:22, 11:15 |
| 2011-05-28 | Gwardia Wrocław | 3:2   | Budowlani Łódź  | 25:19, 12:25, 25:20, 13:25, 15:13 |

##### Mecze o 3. miejsce
(do 3 zwycięstw)
| Data       | Drużyna 1             | Wynik | Drużyna 2             | Sety                       |
| ---------- | --------------------- | ----- | --------------------- | -------------------------- |
| 2011-05-21 | MKS Dąbrowa Górnicza  | 0:3   | Aluprof Bielsko-Biała | 23:25, 14:25, 20:25        |
| 2011-05-22 | MKS Dąbrowa Górnicza  | 0:3   | Aluprof Bielsko-Biała | 16:25, 13:25, 12:25        |
| 2011-05-27 | Aluprof Bielsko-Biała | 3:1   | MKS Dąbrowa Górnicza  | 21:25, 25:12, 25:22, 25:19 |

##### Finał
(do 3 zwycięstw)
| Data       | Drużyna 1           | Wynik | Drużyna 2           | Sety                              |
| ---------- | ------------------- | ----- | ------------------- | --------------------------------- |
| 2011-05-21 | Muszynianka Muszyna | 3:2   | Trefl Sopot         | 23:25, 25:16, 29:27, 20:25, 15:13 |
| 2011-05-22 | Muszynianka Muszyna | 3:0   | Trefl Sopot         | 25:13, 25:22, 25:18               |
| 2011-05-27 | Trefl Sopot         | 1:3   | Muszynianka Muszyna | 13:25, 22:25, 25:17, 14:25        |

### Play-out
(do 4 zwycięstw)
| Data       | Drużyna 1     | Wynik | Drużyna 2     | Sety                             |
| ---------- | ------------- | ----- | ------------- | -------------------------------- |
| 2011-04-16 | AZS Białystok | 3:0   | TPS Rumia     | 25:21, 25:13, 25:17              |
| 2011-04-29 | TPS Rumia     | 2:3   | AZS Białystok | 12:25, 25:16, 25:11, 24:26, 6:15 |
| 2011-05-07 | AZS Białystok | 3:0   | TPS Rumia     | 25:15, 26:24, 25:23              |
| 2011-05-08 | AZS Białystok | 3:1   | TPS Rumia     | 25:21, 23:25, 25:15, 25:17       |

### Baraż o LSK
(do 3 zwycięstw)
| Data       | Drużyna 1                    | Wynik | Drużyna 2                    | Sety                       |
| ---------- | ---------------------------- | ----- | ---------------------------- | -------------------------- |
| 2011-05-21 | AZS Białystok                | 3:0   | Piecobiogaz Murowana Goślina | 25:21, 25:15, 26:24        |
| 2011-05-22 | AZS Białystok                | 3:1   | Piecobiogaz Murowana Goślina | 25:17, 24:26, 25:21, 25:18 |
| 2011-05-25 | Piecobiogaz Murowana Goślina | 1:3   | AZS Białystok                | 22:25, 25:16, 20:25, 20:25 |

## Klasyfikacja końcowa
| Lp. | Drużyna                            |
| --- | ---------------------------------- |
| 1   | Bank BPS Muszynianka Fakro Muszyna |
| 2   | Atom Trefl Sopot                   |
| 3   | BKS Aluprof Bielsko-Biała          |
| 4   | Tauron MKS Dąbrowa Górnicza        |
| 5   | Impel Gwardia Wrocław              |
| 6   | Organika Budowlani Łódź            |
| 7   | Centrostal Bydgoszcz               |
| 8   | Stal Mielec                        |
| 9   | Pronar AZS Białystok               |
| 10  | Sandeco EC Wybrzeże TPS Rumia      |

     Liga Mistrzyń
     Puchar CEV
     Puchar Challenge
     baraż z 2. zespołem I ligi
     spadek do I ligi

## Składy
| Numer | Nazwisko                 | Wzrost    | Pozycja      |
| ----- | ------------------------ | --------- | ------------ |
| 2     | Mariola Zenik            | 175       | libero       |
| 4     | Caroline Wensink         | 187       | środkowa     |
| 5     | Magdalena Piątek         | 182       | atakująca    |
| 6     | Agnieszka Bednarek-Kasza | 185       | środkowa     |
| 7     | Joanna Kaczor            | 191       | atakująca    |
| 8     | Klaudia Kaczorowska      | 184       | przyjmująca  |
| 9     | Agnieszka Śrutowska      | 178       | rozgrywająca |
| 11    | Kinga Kasprzak           | 188       | przyjmująca  |
| 12    | Milena Sadurek           | 178       | rozgrywająca |
| 13    | Katarzyna Gajgał         | 191       | środkowa     |
| 16    | Aleksandra Jagieło       | 180       | przyjmująca  |
| 18    | Debby Stam-Pilon         | 186       | przyjmująca  |
|       | Bogdan Serwiński         | I trener  | I trener     |
|       | Ryszard Litwin           | II trener | II trener    |

| Numer | Nazwisko                 | Wzrost    | Pozycja      |
| ----- | ------------------------ | --------- | ------------ |
| 1     | Aleksandra Theis         | 176       | atakująca    |
| 2     | Alicja Leszczyńska       | 177       | rozgrywająca |
| 3     | Aleksandra Szymańska     | 189       | środkowa     |
| 4     | Michalina Jagodzińska    | 172       | libero       |
| 5     | Ewelina Toborek          | 185       | środkowa     |
| 7     | Natalija Zemcowa         | 185       | środkowa     |
| 8     | Anna Brodacka            | 174       | rozgrywająca |
| 9     | Karolina Labudda         | 185       | środkowa     |
| 10    | Dorota Pykosz            | 182       | środkowa     |
| 11    | Agnieszka Starzyk-Bonach | 179       | przyjmująca  |
| 12    | Izabela Hohn             | 183       | atakująca    |
| 14    | Maybelis Martínez Adlun  | 182       | przyjmująca  |
| 15    | Ewelina Mikołajewska     | 182       | przyjmująca  |
| 17    | Veronika Hudima          | 185       | przyjmująca  |
|       | Jerzy Skrobecki          | I trener  | I trener     |
|       | Piotr Sobolewski         | II trener | II trener    |

| Numer | Nazwisko              | Wzrost   | Pozycja      |
| ----- | --------------------- | -------- | ------------ |
| 2     | Katarzyna Ciesielska  | 172      | libero       |
| 3     | Karolina Kosek        | 183      | przyjmująca  |
| 4     | Katarzyna Bryda       | 181      | przyjmująca  |
| 5     | Michela Teixeira      | 176      | przyjmująca  |
| 6     | Marta Szymańska       | 178      | rozgrywająca |
| 7     | Julija Szełuchina     | 192      | środkowa     |
| 8     | Marta Wójcik          | 183      | rozgrywająca |
| 9     | Sylwia Wojcieska      | 193      | środkowa     |
| 10    | Joanna Mirek          | 186      | przyjmująca  |
| 12    | Karla Echenique       | 181      | rozgrywająca |
| 13    | Kathleen Olsovsky     | 190      | atakująca    |
| 14    | Luana de Paula        | 193      | środkowa     |
| 18    | Katarzyna Zaroślińska | 187      | atakująca    |
|       | Małgorzata Niemczyk   | I trener | I trener     |

| Numer | Nazwisko           | Wzrost    | Pozycja      |
| ----- | ------------------ | --------- | ------------ |
| 1     | Monika Naczk       | 187       | środkowa     |
| 2     | Ewa Kowalkowska    | 182       | atakująca    |
| 3     | Katarzyna Mróz     | 194       | środkowa     |
| 4     | Kinga Zielińska    | 186       | przyjmująca  |
| 5     | Patrycja Polak     | 182       | przyjmująca  |
| 8     | Agata Skiba        | 184       | przyjmująca  |
| 9     | Mary Nelson Spicer | 177       | rozgrywająca |
| 10    | Joanna Kuligowska  | 180       | przyjmująca  |
| 11    | Charlotte Leys     | 184       | przyjmująca  |
| 12    | Sylwia Pelc        | 189       | środkowa     |
| 13    | Marta Kuehn-Jarek  | 167       | libero       |
| 14    | Jana Sawoczkina    | 168       | rozgrywająca |
|       | Piotr Makowski     | I trener  | I trener     |
|       | Rafał Gąsior       | II trener | II trener    |

| Numer | Nazwisko              | Wzrost    | Pozycja      |
| ----- | --------------------- | --------- | ------------ |
| 1     | Anna Werblińska       | 178       | przyjmująca  |
| 2     | Anna Podolec          | 193       | atakująca    |
| 3     | Karolina Ciaszkiewicz | 183       | przyjmująca  |
| 4     | Gabriela Wojtowicz    | 202       | środkowa     |
| 5     | Joanna Frąckowiak     | 185       | przyjmująca  |
| 6     | Iwona Waligóra        | 184       | przyjmująca  |
| 7     | Berenika Okuniewska   | 188       | środkowa     |
| 8     | Katarzyna Skorupa     | 182       | rozgrywająca |
| 9     | Agata Sawicka         | 181       | libero       |
| 10    | Jolanta Studzienna    | 185       | środkowa     |
| 11    | Anna Kaczmar          | 181       | rozgrywająca |
| 12    | Natalia Bamber        | 186       | atakująca    |
|       | Igor Prielożny        | I trener  | I trener     |
|       | Mariusz Wiktorowicz   | II trener | II trener    |

| Numer | Nazwisko                  | Wzrost    | Pozycja      |
| ----- | ------------------------- | --------- | ------------ |
| 1     | Agata Karczmarzewska-Pura | 188       | atakująca    |
| 3     | Aleksandra Liniarska      | 188       | środkowa     |
| 4     | Natalia Kurnikowska       | 185       | przyjmująca  |
| 5     | Marta Haładyn             | 179       | rozgrywająca |
| 6     | Joanna Staniucha-Szczurek | 184       | przyjmująca  |
| 7     | Marcelina Nowak           | 185       | atakująca    |
| 9     | Małgorzata Lis            | 185       | środkowa     |
| 10    | Krystyna Strasz           | 165       | libero       |
| 11    | Lucie Mühlsteinová        | 181       | rozgrywająca |
| 12    | Izabela Żebrowska         | 189       | atakująca    |
| 13    | Matea Ikić                | 185       | przyjmująca  |
| 16    | Elżbieta Skowrońska       | 183       | przyjmująca  |
| 17    | Ivana Plchotová           | 192       | środkowa     |
|       | Waldemar Kawka            | I trener  | I trener     |
|       | Leszek Rus                | II trener | II trener    |

| Numer | Nazwisko               | Wzrost    | Pozycja               |
| ----- | ---------------------- | --------- | --------------------- |
| 2     | Małgorzata Właszczuk   | 180       | przyjmująca           |
| 3     | Małgorzata Cieśla      | 186       | atakująca             |
| 5     | Joanna Szeszko         | 182       | przyjmująca           |
| 6     | Katarzyna Możdżeń      | 183       | przyjmująca           |
| 7     | Magdalena Godos        | 181       | rozgrywająca          |
| 8     | Magdalena Saad         | 168       | libero                |
| 9     | Channon Thompson       | 180       | przyjmująca           |
| 10    | Ewa Cabajewska         | 176       | rozgrywająca          |
| 11    | Dominika Kuczyńska     | 196       | środkowa              |
| 12    | Aleksandra Kruk        | 181       | przyjmująca           |
| 13    | Sinead Jack            | 190       | środkowa              |
| 14    | Anca Martin            | 186       | przyjmująca           |
| 15    | Anna Klimakowa-Beskova | 192       | atakująca             |
| 16    | Katarzyna Żylińska     | 186       | środkowa              |
| 17    | Daiana Mureșan         | 191       | przyjmująca/atakująca |
| 18    | Edyta Rzenno           | 188       | środkowa              |
|       | Wiesław Czaja          | I trener  | I trener              |
|       | Szymon Zejer           | II trener | II trener             |

| Numer | Nazwisko             | Wzrost    | Pozycja      |
| ----- | -------------------- | --------- | ------------ |
| 1     | Urszula Bejga        | 197       | środkowa     |
| 2     | Paulina Pająk        | 185       | atakująca    |
| 3     | Sylwia Pycia         | 189       | środkowa     |
| 4     | Anita Kwiatkowska    | 183       | przyjmująca  |
| 5     | Magdalena Sadowska   | 184       | atakująca    |
| 6     | Dominika Koczorowska | 187       | środkowa     |
| 7     | Monika Malicka       | 185       | środkowa     |
| 8     | Dorota Wilk          | 178       | rozgrywająca |
| 9     | Ilona Gierak         | 182       | przyjmująca  |
| 10    | Dorota Ściurka       | 180       | przyjmująca  |
| 11    | Agata Wilk           | 170       | przyjmująca  |
| 13    | Paulina Szpak        | 186       | rozgrywająca |
| 16    | Agata Durajczyk      | 170       | libero       |
|       | Adam Grabowski       | I trener  | I trener     |
|       | Tomasz Kamuda        | II trener | II trener    |

| Numer | Nazwisko              | Wzrost    | Pozycja      |
| ----- | --------------------- | --------- | ------------ |
| 1     | Maja Tokarska         | 193       | środkowa     |
| 2     | Katarzyna Mroczkowska | 182       | atakująca    |
| 3     | Anna Witczak          | 182       | przyjmująca  |
| 4     | Marta Sobolska        | 180       | przyjmująca  |
| 5     | Aleksandra Folta      |           | przyjmująca  |
| 6     | Monika Czypiruk       | 186       | atakująca    |
| 7     | Ewa Matyjaszek        | 176       | rozgrywająca |
| 8     | Aleksandra Krzos      |           | libero       |
| 9     | Katarzyna Jaszewska   | 181       | przyjmująca  |
| 10    | Bogumiła Barańska     | 180       | przyjmująca  |
| 12    | Joanna Wołosz         | 181       | rozgrywająca |
| 15    | Dominika Sobolska     | 191       | środkowa     |
| 16    | Zuzanna Efimienko     | 197       | środkowa     |
|       | Rafał Błaszczyk       | I trener  | I trener     |
|       | Robert Kupisz         | II trener | II trener    |

| Numer | Nazwisko              | Wzrost    | Pozycja      |
| ----- | --------------------- | --------- | ------------ |
| 1     | Magdalena Śliwa       | 174       | rozgrywająca |
| 2     | Katarzyna Konieczna   | 184       | atakująca    |
| 3     | Dorota Świeniewicz    | 180       | przyjmująca  |
| 4     | Izabela Bełcik        | 185       | rozgrywająca |
| 5     | Kinga Maculewicz      | 188       | środkowa     |
| 6     | Eleonora Dziękiewicz  | 185       | środkowa     |
| 7     | Amaranta Fernández    | 188       | środkowa     |
| 9     | Olga Fatiejewa        | 190       | atakująca    |
| 11    | Izabela Śliwa         | 168       | libero       |
| 12    | Neriman Özsoy         | 188       | przyjmująca  |
| 13    | Paulina Maj           | 166       | libero       |
| 14    | Ewelina Sieczka       | 182       | przyjmująca  |
| 15    | Natalia Nuszel        | 180       | przyjmująca  |
| 18    | Meryem Boz            | 194       | atakująca    |
|       | Allessandro Chiappini | I trener  | I trener     |
|       | Nicola Negro          | II trener | II trener    |

## Transfery
| Budowlani Organika Łódź | Budowlani Organika Łódź |
| Przychodzą | Odchodzą |
| --- | --- |
| Joanna Mirek (Muszynianka Muszyna) Marta Szymańska (Trefl Sopot) Sylwia Wojcieska (Stal Mielec) Kathleen Olsovsky (Carolina Gigantes – PUR) | Małgorzata Niemczyk (kończy karierę) Anna Nowakowska (szuka klubu) Katarzyna Jóźwicka (Legionovia Legionowo) Sylwia Jasińska (urlop macierzyński) Dominika Koczorowska (Stal Mielec) |

| Trefl Sopot | Trefl Sopot |
| Przychodzą | Odchodzą |
| --- | --- |
| trener Alessandro Chiappini (reprezentacja Turcji) Simona Rinieri (Monte Schiavo Jesi – ITA) Dorota Świeniewicz (Aluprof Bielsko-Biała) Katarzyna Konieczna (PTPS Piła) Paulina Maj (PTPS Piła) Izabela Bełcik (Muszynianka Muszyna) Magdalena Śliwa (MKS Dąbrowa Górnicza) Eleonora Dziękiewicz (Aluprof Bielsko-Biała) Ewelina Sieczka (MKS Dąbrowa Górnicza) Kinga Maculewicz (Vakifbank Stambuł – TUR) Amaranta Navarro Fernandez (Pavia – ITA) Neriman Ozsoy (Eczacibasi Stambuł – TUR) Meryem Boz (Iller Bankasi Ankara – TUR) Laura Tomsia (Gedania Żukowo) | Tamara Kaliszuk (PTPS Piła) Monika Naczk (Centrostal Bydgoszcz) Marta Szymańska (Budowlani Łódź) Edyta Rzenno (AZS Białystok) Anna Słodkowicz (Legionovia Legionowo) Ewelina Toborek (TPS Rumia) Monika Gorszyniecka (Gedania Żukowo) Aleksandra Kruk (AZS Białystok) Magdalena Lenz (szuka klubu) Natalia Nuszel (szuka klubu) Emilia Reimus (Gedania Żukowo) |

| Centrostal Bydgoszcz | Centrostal Bydgoszcz |
| Przychodzą | Odchodzą |
| --- | --- |
| Marta Kuehn-Jarek (powrót po urlopie/Calisia Kalisz) Monika Naczk (Trefl Sopot) Nellie Spicer (Leonas de Ponce – PRI) Charlotte Leys (Asterix Kieldrecht – BEL) | Alicja Leszczyńska (AZS Białystok) Dominika Nowakowska (Piecobiogaz Murowana Goślina) Izabela Kasprzyk (Sparta Warszawa) Katarzyna Wysocka (PTPS Piła) Dominika Kuczyńska (AZS Białystok) Ewa Kowalkowska (urlop) Monika Smák (Lokomotiv Baku – AZE) |

| Aluprof Bielsko-Biała | Aluprof Bielsko-Biała |
| Przychodzą | Odchodzą |
| --- | --- |
| trener Grzegorz Wagner (AZS Częstochowa) Gabriela Wojtowicz (PTPS Piła) Joanna Frąckowiak (All Fin CFL Volta Mantovana – ITA) Anna Podolec (Asystel Novara – ITA) | Helena Horka (urlop macierzyński) Elena Hendzel (Leningradka St. Petersburg) Dorota Świeniewicz (Trefl Sopot) Mariola Wojtowicz (Silesia Volley Mysłowice/Chorzów) Eleonora Dziękiewicz (Trefl Sopot) |

| Muszynianka Muszyna | Muszynianka Muszyna |
| Przychodzą | Odchodzą |
| --- | --- |
| Katarzyna Gajgał (MKS Dąbrowa Górnicza) Debby Stam (Vakıfbank Güneş Stambuł – TUR) Klaudia Kaczorowska (PTPS Piła) Caroline Wensink (Piacenza – ITA) Kinga Kasprzak (TPS Rumia) Joanna Kaczor (Piacenza – ITA) Milena Sadurek (Metal Galati – ROU) Magdalena Piątek (Stal Mielec) | Joanna Mirek (Budowlani Łódź) Izabela Bełcik (Trefl Sopot) Anna Witczak (Gwardia Wrocław) Elżbieta Skowrońska (MKS Dąbrowa Górnicza) Izabela Żebrowska (MKS Dąbrowa Górnicza) Sylwia Pycia (Stal Mielec) Dorota Pykosz (TPS Rumia) Marta Solipiwko (TPS Rumia) |

| Impel Gwardia Wrocław | Impel Gwardia Wrocław |
| Przychodzą | Odchodzą |
| --- | --- |
| Katarzyna Jaszewska (Budowlani Łódź/urlop macierzyński) Anna Witczak (Muszynianka Muszyna) Ewa Matyjaszek (PTPS Piła) Marta Sobolska (Richa Michelbeke – BEL) Maja Tokarska (PTPS Piła) | Olga Owczynnikowa (Calisia Kalisz) Marta Czerwińska (PTPS Piła) Aleksandra Szafraniec (PLKS Pszczyna) Agnieszka Jagiełło (szuka klubu) |

| TPS Rumia | TPS Rumia |
| Przychodzą | Odchodzą |
| --- | --- |
| Ewelina Toborek (Trefl Sopot) Dorota Pykosz (Muszynianka Muszyna) Marta Solipiwko (Muszynianka Muszyna) Justyna Ordak (Stal Mielec) Paulina Gajewska (AZS Białystok) Aleksandra Szymańska (Gedania Żukowo) Veronika Hudima (Stella ES Calais – FRA) | Kinga Kasprzak (Muszynianka Muszyna) Marcelina Krukowska (Zryw Volley Iława) Małgorzata Lubera (Piecobiogaz Murowana Goślina) Ewelina Mikołajewska (SMS Sosnowiec) Małgorzata Skorupa (Legionovia Legionowo) Alicja Modrzejewska (szuka klubu) Adrianna Niekurzak (kończy karierę) |

| Stal Mielec | Stal Mielec |
| Przychodzą | Odchodzą |
| --- | --- |
| trener Adam Grabowski (PTPS Piła) Urszula Bejga (VK Spišská Nová Ves – SVK) Dominika Koczorowska (Budowlani Łódź) Magdalena Sadowska (MKS Dąbrowa Górnicza) Paulina Szpak (Gedania Żukowo) Ilona Gierak (AZS Białystok) Sylwia Pycia (Muszynianka Muszyna) | trener Rafał Prus (PTPS Piła) Miroslava Kijakova (VK Spišská Nová Ves – SVK) Justyna Ordak (TPS Rumia) Olga Leżankina Dominika Koczorowska Marlena Mieszała (PLKS Pszczyna) Marta Łukaszewska (Legionovia Legionowo) Iwona Kandora (Silesia Volley Mysłowice/Chorzów) Magdalena Piątek (Muszynianka Muszyna) Sylwia Wojcieska (Budowlani Łódź) |

| AZS Białystok | AZS Białystok |
| Przychodzą | Odchodzą |
| --- | --- |
| Alicja Leszczyńska (Centrostal Bydgoszcz) Edyta Rzenno (Trefl Sopot) Dominika Kuczyńska (Centrostal Bydgoszcz) Małgorzata Sikora (Legionovia Legionowo) Aleksandra Kruk (Trefl Sopot) Daiana Mureșan (Metal Galati – ROU) Anca Martin (bez klubu) | Vesela Bonczewa (powrót do Bułgarii) Elena Hendzel (Leningradka St. Petersburg) Ilona Gierak (Stal Mielec) Katarzyna Możdżeń (Jedynka Aleksandrów Łódzki) Paulina Gajewska (TPS Rumia) Branka Nikić |

| MKS Dąbrowa Górnicza | MKS Dąbrowa Górnicza |
| Przychodzą | Odchodzą |
| --- | --- |
| Ivana Plchotova (Tomis Constanta – ROU) Elżbieta Skowrońska (Muszynianka Muszyna) Izabela Żebrowska (Muszynianka Muszyna) Lucie Muhlsteinova (Olympiacos Pireus – GRE) Matea Ikić (Riso Scotti Pawia – ITA) Natalia Kurnikowska (Gedania Żukowo) | Katarzyna Gajgał (Muszynianka Muszyna) Ewelina Sieczka (Trefl Sopot) Katarzyna Walawender (Piecobiogaz Murowana Goślina) Magdalena Śliwa (Trefl Sopot) Magdalena Sadowska (Stal Mielec) Marzena Wilczyńska (AZS Skawa UE Kraków) |